# Zorba il greco
Zorba il greco (Zorba the Greek o anche Alexis Zorbas) è un film drammatico del 1964, diretto da Michael Cacoyannis e basato sull'omonimo romanzo di Nikos Kazantzakis.
La parte del protagonista fu recitata da Anthony Quinn, che si produsse in una delle sue migliori e più celebri interpretazioni, nelle vesti di un personaggio ottimista che sa sempre come superare le difficoltà del momento e riesce a vedere il bello anche nelle situazioni che ne sembrano prive.
Il film, considerato una delle migliori regie di Michael Cacoyannis, ottenne sette candidature ai Premi Oscar 1965, vincendone tre, e si aggiudicò anche un David di Donatello.

## Trama
Basil è uno scrittore inglese di origini greche che ha ereditato una miniera da molto tempo in disuso, sull'isola di Creta. Durante il viaggio per raggiungerla conosce Alexis Zorba, un greco di mezza età, pieno di vitalità e innamorato della vita, anche se incostante negli affetti e nelle azioni. Man mano che gli si svela il carattere di Zorba, Basil ne resta affascinato, e tramite lui scopre le gioie della vita, con esiti tragici: la vedova di cui si innamora morirà uccisa dal padre del ragazzo da lei rifiutato, suicidatosi dopo aver visto Basil entrare di notte nella casa di lei.

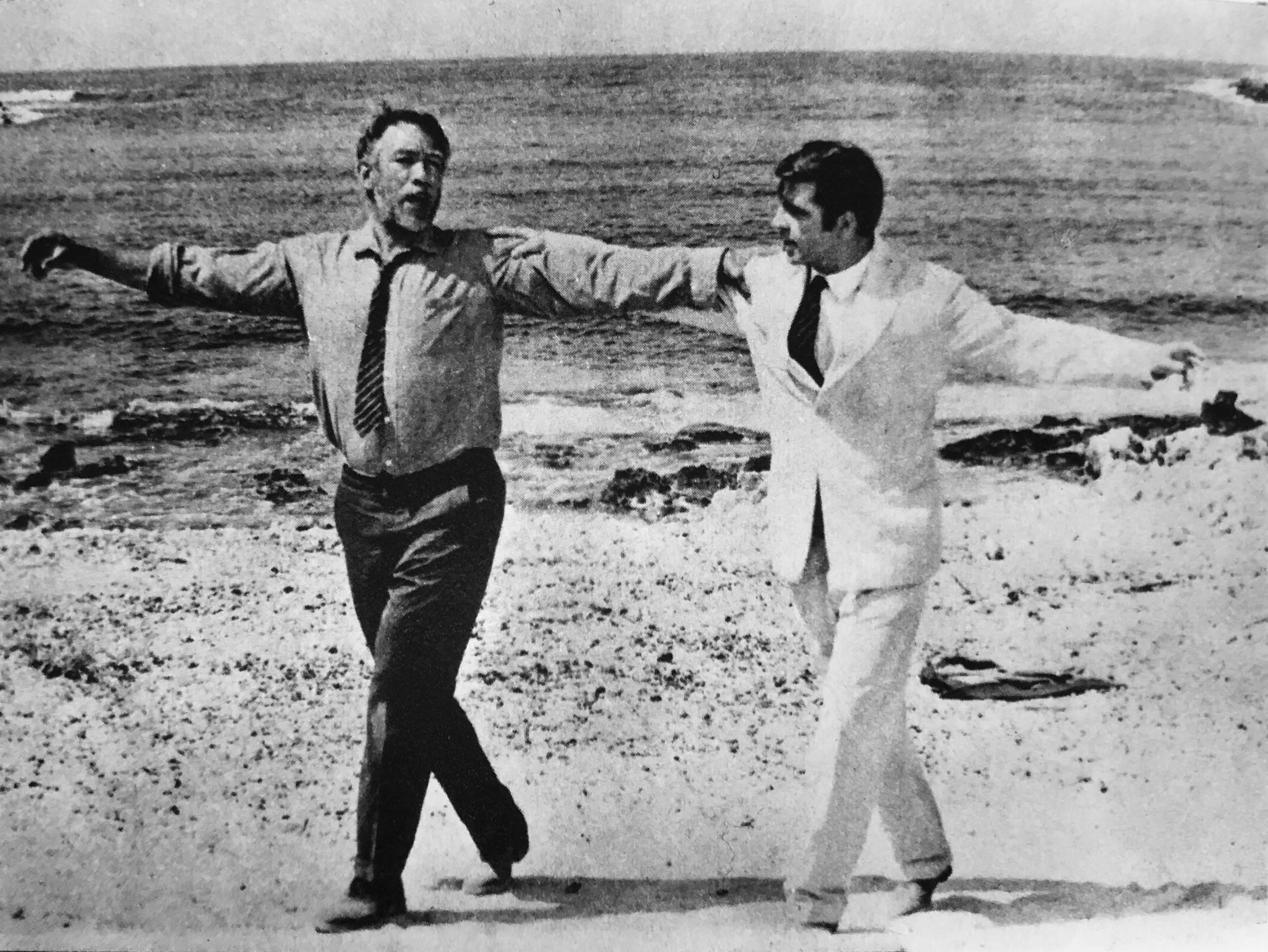
Anthony Quinn, nei panni di Zorba, e Alan Bates, come Basil, nella celebre scena del sirtaki

Sorte simile toccherà a Hortensia, che Zorba nel frattempo ha sposato mediante un matrimonio non reale. Anche il progetto di Zorba per il recupero della miniera di Basil naufragherà miseramente, anche perché lui stesso, inviato in città per procurare, con i fondi di Basil, del materiale per costruire una teleferica, si dà alla bella vita e torna con vari regali ma senza materiale.
Tutto ciò, però, non scalfirà che superficialmente la determinazione di Zorba nell'affrontare la vita con passione e ottimismo. Nella scena finale, Basil gli annuncia la sua imminente partenza e la promessa di ritrovarsi un giorno, ma Zorba, senza illusioni, dice che non lo rivedrà più, e che il tentativo di recuperare la miniera è stato "un disastro, ma così bello!". Infine Basil gli chiede di insegnargli il sirtaki, che più volte aveva provato a ballare da solo, per poi abbandonarsi senza esitazioni alla danza e alla gioia di vivere che ha ritrovato.

## Produzione

### Cast
Per il ruolo di Hortensia inizialmente venne scelta l'attrice Simone Signoret, in seguito sostituita da Lila Kedrova.

### Riprese
Il film venne girato nell'isola greca di Creta. In particolare, la scena in cui Anthony Quinn balla il sirtaki venne girata sulla spiaggia di Stavros.
Il budget del film fu di soli 783.000 dollari.

## Colonna sonora
La colonna sonora venne composta da Mikīs Theodōrakīs, fidato collaboratore di Cacoyannis in molti suoi film. La colonna sonora del film è presente il celebre sirtaki, nota anche come la Danza di Zorba, che, in seguito alla straordinaria fama riscossa in Grecia, è divenuto una danza popolare.

## Accoglienza

### Incassi
Il film fu un successo strepitoso ai botteghini di tutto il mondo. A dispetto del piccolo budget, Zorba il Greco incassò 9 milioni di dollari negli Stati Uniti, e $ 23,5 milioni in tutto il mondo. Esso divenne così il 16° film con il maggior incasso del 1964.

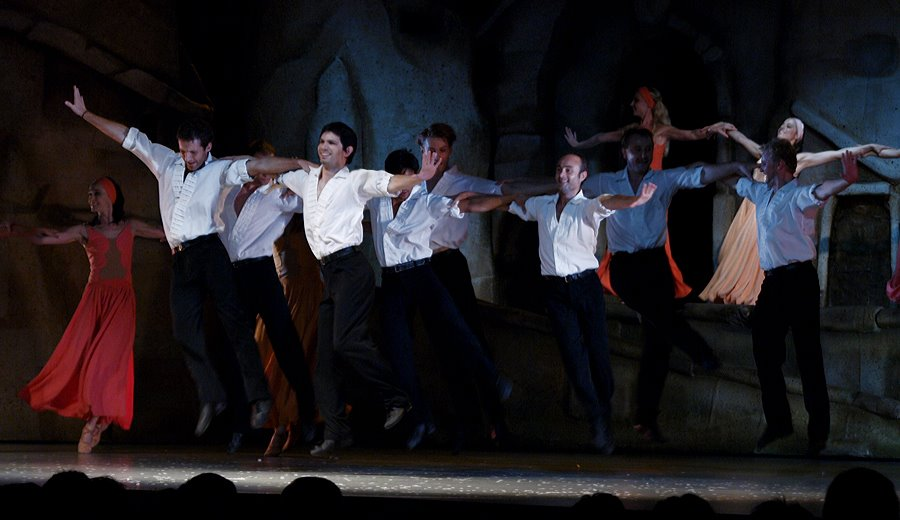
Adattamento teatrale di Zorba il Greco a Maribor, nel 2008

### Critica
Il film ricevette il plauso universale da parte della critica cinematografica.
Il critico del New York Times Bosley Crowther lodò ampiamente il protagonista Anthony Quinn per la sua "performance brillante" e Lila Kedrova per il suo personaggio "brillantemente realizzato", citando come unico neo del film la mancanza di "conflitti significativi per dimostrare la forza d'animo del personaggio principale. Zorba è potente e provocatorio, ma nessuno lo ostacola mai". Margaret Harford del Los Angeles Times definì Zorba "uno tra i migliori film dell'anno", nonché capace di passare "dagli sketch volgari e divertenti ai drammi estremamente tragici".

### Analisi
Come spiegato dal regista stesso, il film presenta un significato ben più profondo della vicenda del personaggio ideato da Kazantzakis Zorba. Infatti, nel film viene rappresentata anche la filosofia di vita di Zorba, che vuole insegnare l'importanza dell'amore e dell'amicizia: Zorba è un uomo che non ha paura di amare e di essere amato, che crede nell'importanza delle relazioni umane e della solidarietà tra gli esseri umani in quanto tali. La sua amicizia con il narratore del libro e del film Basil, un uomo colto e sofisticato, rappresenta un esempio di come le differenze culturali e sociali possano essere superate dall'amore e dal rispetto reciproco.
Zorba il Greco rappresenta un esempio di filosofia di vita basata sulla libertà e sull'amore per la vita. La danza finale ballata dal protagonista rappresenta l'essenza di questa filosofia, che insegna a vivere appieno ogni attimo della vita e a trovare la bellezza nella semplicità di ogni momento. Insomma, la filosofia di vita di Zorba è un esempio prezioso che incita alla gioia di vivere e alla solidarietà tra le persone.

## Riconoscimenti
- 1965 - Premio Oscar
  - Miglior attrice non protagonista a Lila Kedrova
  - Migliore scenografia a Vassilis Photopoulos
  - Migliore fotografia  a Walter Lassally
  - Candidatura Miglior film a Michael Cacoyannis
  - Candidatura Migliore regia a Michael Cacoyannis
  - Candidatura Miglior attore protagonista a Anthony Quinn
  - Candidatura Migliore sceneggiatura non originale a Michael Cacoyannis
- 1965 - Golden Globe
  - Candidatura Miglior film drammatico
  - Candidatura Migliore regia a Michael Cacoyannis
  - Candidatura Miglior attore in un film drammatico a Anthony Quinn
  - Candidatura Miglior attrice non protagonista a Lila Kedrova
  - Candidatura Miglior colonna sonora a Mikīs Theodōrakīs
- 1966 - Premio BAFTA
  - Candidatura Miglior film a Mikīs Theodōrakīs
  - Candidatura Miglior attore internazionale a Anthony Quinn
  - Candidatura Migliore attrice internazionale a Lila Kedrova
  - Candidatura BAFTA Speciale a Mikīs Theodōrakīs
- 1964 - National Board of Review Award
  - Migliori dieci film
  - Miglior attore protagonista a Anthony Quinn
- 1966 - Grammy Award
  - Candidatura Miglior colonna sonora a Mikis Theodorakis
- 1965 - Laurel Award
  - Candidatura Miglior attrice non protagonista a Lila Kedrova
- 2005 - Satellite Award
  - Candidatura Miglior DVD